# Lista de prêmios e indicações recebidos por Irene Ravache
A seguir, uma lista de prêmios e indicações recebidos por Irene Ravache. Nascida no Brasil, em 1944, a atriz consolidou uma das mais bem-sucedidas carreiras no cenário audiovisual brasileiro, o que lhe rendeu diversos prêmios e indicações.

## Emmy Award
O Prêmio Emmy Internacional é concedido pela Academia Internacional das Artes & Ciências Televisivas (IATAS) em reconhecimento aos melhores programas de televisão inicialmente produzidos e exibidos fora dos Estados Unidos. O evento é realizado desde 1973.
| Ano  | Categoria                 | Trabalho     | Resultado | Ref.  |
| ---- | ------------------------- | ------------ | --------- | ----- |
| 2008 | Melhor Atriz em Televisão | Eterna Magia | Indicada  | [ 2 ] |

## Troféu Imprensa
O “Troféu Imprensa” (TI) é uma premiação realizada pelo canal brasileiro SBT, sendo considerada o Oscar da TV brasileira.
| Ano  | Categoria                 | Trabalho     | Resultado | Ref. |
| ---- | ------------------------- | ------------ | --------- | ---- |
| 1983 | Melhor Atriz em Televisão | Sol de Verão | Venceu    |      |
| 1984 | Melhor Atriz em Televisão | Champagne    | Indicada  |      |
| 1995 | Melhor Atriz em Televisão | Éramos Seis  | Venceu    |      |

## Troféu APCA
Associação Paulista de Críticos de Arte, ou simplesmente APCA, é uma entidade brasileira sem fins lucrativos sediada em São Paulo mantida pelo trabalho voluntário e pela contribuição anual dos associados. Originou-se da seção paulista da Associação Brasileira de Críticos Teatrais. A APCA premia com o Troféu APCA nas categorias mais diversas, como : Arquitetura, Artes Visuais, Cinema, Dança, Literatura, Teatro, Teatro Infantil e Televisão, entre outros.
| Ano  | Categoria                 | Trabalho            | Resultado | Ref.        |
| ---- | ------------------------- | ------------------- | --------- | ----------- |
| 1975 | Melhor Atriz em Teatro    | Roda Cor de Roda    | Venceu    |             |
| 1976 | Melhor Atriz em Televisão | A Viagem            | Venceu    |             |
| 1977 | Melhor Atriz em Televisão | Lição de Amor       | Venceu    |             |
| 1983 | Melhor Atriz em Televisão | Sol de Verão        | Venceu    |             |
| 1990 | Melhor Atriz em Cinema    | Que Bom Te Ver Viva | Venceu    |             |
| 1995 | Melhor Atriz em Televisão | Éramos Seis         | Venceu    |             |
| 2010 | Melhor Atriz em Televisão | Passione            | Venceu    | [ 3 ]       |
| 2015 | Melhor Atriz em Televisão | Além do Tempo       | Indicada  | [ 4 ] [ 5 ] |

## Grande Prêmio do Cinema Brasileiro
Criado em 2002 pela Academia Brasileira de Cinema, o Grande Prêmio do Cinema Brasileiro é a maior e mais prestigiada premiação do cinema nacional. Desde 2004, a votação passou a ser feita via internet, pelo site da Academia, e cada sócio recebe uma senha eletrônica para votar. A apuração é feita pela PricewaterhouseCoopers, a mesma empresa de auditoria que faz a apuração do Oscar.
| Ano  | Categoria                         | Trabalho         | Resultado | Ref. |
| ---- | --------------------------------- | ---------------- | --------- | ---- |
| 2002 | Melhor Atriz em Papel Coadjuvante | Amores Possíveis | Indicada  |      |

## Prêmio Arte Qualidade Brasil
Criado em 1977, o Prêmio Qualidade Brasil tinha, inicialmente, o objetivo homenagear as melhores produções e profissionais do Teatro e Televisão do Brasil. A partir de 2013, o prêmio passou a homenagear apenas os melhores do Teatro da cidade de São Paulo.
| Ano  | Categoria                             | Trabalho  | Resultado | Ref. |
| ---- | ------------------------------------- | --------- | --------- | ---- |
| 2006 | Melhor Atriz Coadjuvante em Televisão | Belíssima | Indicada  |      |

## Festival de Brasília
Desde 1965, em Brasília, no Distrito Federal, é realizado o Festival de Cinema Brasília, um dos mais importantes festivais de cinema do Brasil e o mais antigo do gênero. O evento conta com participações de filmes brasileiros e de outros países latino-americanos.
| Ano  | Categoria    | Trabalho            | Resultado | Ref. |
| ---- | ------------ | ------------------- | --------- | ---- |
| 1989 | Melhor Atriz | Que Bom Te Ver Viva | Venceu    |      |

## Prêmio Shell
Prêmio Shell é o nome de um evento cultural patrocinado pela multinacional Shell do Brasil, cujo objetivo é premiar os grandes destaques da música popular brasileira e teatro. O Prêmio Shell de teatro foi criado em 1988, para contemplar, ano a ano, os artistas e espetáculos de melhor desempenho nas temporadas teatrais do Rio de Janeiro e de São Paulo.
| Ano  | Categoria                          | Trabalho                 | Resultado | Ref.   |
| ---- | ---------------------------------- | ------------------------ | --------- | ------ |
| 1992 | Melhor Atriz em Papel Protagonista | Uma Relação Tão Delicada | Venceu    | [ 11 ] |

## Prêmio Extra de Televisão
O Prêmio Extra de Televisão é realizado desde 1998 pelo jornal Extra, premiando os melhores da televisão brasileira.
| Ano  | Categoria                             | Trabalho        | Resultado | Ref.   |
| ---- | ------------------------------------- | --------------- | --------- | ------ |
| 2010 | Melhor Atriz Coadjuvante em Televisão | Passione        | Indicada  | [ 12 ] |
| 2015 | Melhor Atriz em Televisão             | Além do Tempo   | Indicada  | [ 13 ] |
| 2018 | Melhor Atriz Coadjuvante em Televisão | Espelho da Vida | Venceu    | [ 14 ] |

## Prêmio Quem
O Prêmio Quem é realizado desde 2007 pela Revista Quem, premiando os melhores da televisão brasileira, cinema, música, moda, gastronomia, literatura e teatro.
| Ano  | Categoria                 | Trabalho      | Resultado | Ref. |
| ---- | ------------------------- | ------------- | --------- | ---- |
| 2015 | Melhor Atriz em Cinema    | Entre Abelhas | Indicada  |      |
| 2015 | Melhor Atriz em Televisão | Além do Tempo | Indicada  |      |

## Melhores do Ano
O Troféu Domingão Melhores do Ano, ou apenas Melhores do Ano, é uma premiação realizada anualmente pelo programa de televisão brasileiro Domingão do Faustão, da Rede Globo, em que o público vota entre três artistas que brilharam e fizeram sucesso durante o ano na emissora e na música. Os artistas são previamente escolhidos pelos seus funcionários e os três melhores vão para a votação do público.
| Ano  | Categoria                | Trabalho         | Resultado | Ref.   |
| ---- | ------------------------ | ---------------- | --------- | ------ |
| 2010 | Melhor Atriz Coadjuvante | Passione         | Venceu    | [ 17 ] |
| 2018 | Troféu Mário Lago        | Conjunto da Obra | Venceu    |        |

## Prêmio Contigo! de TV
O Prêmio Contigo! de TV é um evento da revista Contigo, realizado anualmente desde 1996, que contempla as melhores produções, atores, diretores e profissionais da televisão brasileira.
| Ano  | Categoria                | Trabalho | Resultado | Ref.   |
| ---- | ------------------------ | -------- | --------- | ------ |
| 2011 | Melhor Atriz Coadjuvante | Passione | Indicada  | [ 18 ] |

## Brazilian Film Festival of Miami
O Brazilian Film Festival of Miami (BFFM) é um festival de filmes brasileiros ou de língua portuguesa que ocorre anualmente na cidade de Miami, EUA.
| Ano  | Categoria                | Trabalho         | Resultado | Ref. |
| ---- | ------------------------ | ---------------- | --------- | ---- |
| 2001 | Melhor Atriz Coadjuvante | Amores Possíveis | Venceu    |      |

## Prêmio Molière
Prêmio Molière de teatro foi criado em 1963, patrocinado pela empresa aérea Air France e foi extinto em 1994 por falta de patrocínio. Desde sua primeira edição, reuniu a classe artística premiando os principais protagonistas das artes cênicas no Rio de Janeiro e em São Paulo. Por conta disso, mesmo extinto ainda em 1994, é lembrado até hoje como o Oscar do teatro nacional.
| Ano  | Categoria                          | Trabalho          | Resultado | Ref. |
| ---- | ---------------------------------- | ----------------- | --------- | ---- |
| 1976 | Melhor Atriz em Papel Protagonista | Roda Cor de Roda  | Venceu    |      |
| 1985 | Melhor Atriz em Papel Protagonista | De Braços Abertos | Venceu    |      |

## Prêmio Mambembe
Troféu Mambembe foi criado pelo Ministério da Cultura do Brasil (MinC) em maio de 1977, com o objetivo de distinguir e premiar a produção teatral centralizada no eixo Rio-São Paulo. A premiação se realizava anualmente, através da indicação de comissões julgadoras formadas cada ano nos dois estados.
| Ano  | Categoria                          | Trabalho          | Resultado | Ref.   |
| ---- | ---------------------------------- | ----------------- | --------- | ------ |
| 1985 | Melhor Atriz em Papel Protagonista | De Braços Abertos | Venceu    | [ 21 ] |

## Outros Prêmios
| Ano  | Premiação                                | Categoria                              | Trabalho             | Resultado | Ref.   |
| ---- | ---------------------------------------- | -------------------------------------- | -------------------- | --------- | ------ |
| 1975 | Prêmio Governador do Estado de São Paulo | Melhor Atriz em Teatro                 | Roda Cor de Roda     | Venceu    | [ 22 ] |
| 1988 | Ordem de Rio Branco                      | —                                      | Homenagem            | Venceu    |        |
| 2002 | Prêmio Guarani de Cinema Brasileiro      | Melhor Atriz Coadjuvante               | Amores Possíveis     | Venceu    |        |
| 2007 | Prêmio Guarani de Cinema Brasileiro      | Melhor Atriz                           | Depois Daquele Baile | Indicada  |        |
| 2010 | Prêmio UOL e PopTevê de Televisão        | Melhor Atriz em Televisão              | Passione             | Indicada  | [ 23 ] |
| 2016 | Prêmio Guarani de Cinema Brasileiro      | Melhor Atriz Coadjuvante               | Entre Abelhas        | Indicada  |        |
| 2015 | Prémios Áquila                           | Melhor Atriz Secundária                | Yvone Kane           | Indicada  | [ 24 ] |
| 2018 | Prêmio The Brazilian Critic              | Melhor Atriz Coadjuvante em Telenovela | Espelho da Vida      | Indicado  | [ 25 ] |
| 2021 | Prêmio Bibi Ferreira                     | Melhor Atriz                           | A Alma Despejada     | Pendente  | [ 26 ] |